# شهرستان فانشی
شهرستان فانشی (به لاتین: Fanshi County) یک منطقهٔ مسکونی در چین است که در شینجو واقع شده‌است.